# Vysshaya Khokkeynaya Liga
La Liga Suprema de Hockey (en ruso: Высшая хоккейная лига (ВХЛ), Vysshaya hokkeinaya liga (VHL). "Liga Superior de Hockey" en español) también conocida como la Major Hockey League o la Higher Hockey League (HHL), es una liga profesional de hockey sobre hielo en Eurasia, y la segunda más alta dentro del sistema de ligas de hockey hielo ruso. Incluye clubes de Rusia, Kazajistán y China.
Aunque actualmente es independientemente, entre los planes estaba convertirlo a un sistema de «liga de filiales» para la temporada 2010-11 de la Liga Continental de Hockey (KHL). Fue precedida por la Liga Mayor del Campeonato de Rusia (Vysshaya Liga) que anteriormente desempeñó un papel de liga de ascenso para la Superliga rusa, y fue gobernada por la Federación de Hockey sobre Hielo de Rusia. A partir de la temporada 2017-18, algunos equipos de la VHL están afiliados a un equipo de KHL (por ejemplo, HC Sarov está afiliado al Torpedo de KHL), mientras que otros no.

## Temporadas
| Temporada | Campeón Copa Bratina                  | Serie                                 | Finalista                             |                        | Ganador temporada regular |
| --------- | ------------------------------------- | ------------------------------------- | ------------------------------------- | ---------------------- | ------------------------- |
| 2010-11   | Rubin Tyumen                          | 4–0                                   | Neftyanik Almetyevsk                  | Rubin Tyumen           |                           |
| 2011-12   | Toros Neftekamsk                      | 4–1                                   | Rubin Tyumen                          | Rubin Tyumen           |                           |
| 2012-13   | Toros Neftekamsk                      | 4–3                                   | Saryarka Karagandy                    | Saryarka Karagandy     |                           |
| 2013-14   | Saryarka Karagandy                    | 4–2                                   | Rubin Tyumen                          | Toros Neftekamsk       |                           |
| 2014-15   | Toros Neftekamsk                      | 4–2                                   | HC Izhstal                            | Saryarka Karagandy     |                           |
| 2015-16   | Neftyanik Almetyevsk                  | 4–2                                   | HC Izhstal                            | THK Tver               |                           |
| 2016-17   | Dynamo Balashikha                     | 4–0                                   | Kazzinc-Torpedo                       | Kazzinc-Torpedo        |                           |
| 2017-18   | Dinamo San Petersburgo                | 4–2                                   | SKA Neva                              | Dinamo San Petersburgo |                           |
| 2018-19   | Saryarka Karagandy                    | 4–1                                   | Rubin Tyumen                          | SKA Neva               |                           |
| 2019-20   | Cancelado por la Pandemia de COVID-19 | Cancelado por la Pandemia de COVID-19 | Cancelado por la Pandemia de COVID-19 | Zvezda Moscú           |                           |
| 2020-21   | HC Yugra                              | 4–1                                   | Metallurg Novokuznetsk                | HC Yugra               |                           |
| 2021-22   | Rubin Tyumen                          | 4–1                                   | Dinamo San Petersburgo                | HC Yugra               |                           |
| 2022-23   | En disputa                            | En disputa                            | En disputa                            |                        |                           |

## Equipos 2017–18
|                         | \| Club \| Ciudad \| Pabellón \| Capacidad \| Equipo KHL afiliado \| Equipo MHL afiliado \| Fundación \| Debut en liga \| \| ----------------------- \| --------------- \| ------------------------------------ \| --------- \| -------------------------- \| ------------------------------------------ \| --------- \| ------------- \| \| Bars \| Kazán \| Sports Palace Kazan \| 3.845 \| Ak Bars de Kazán \| Irbis \| 2009 \| 2014 \| \| Buran \| Vorónezh \| LDS Jubileiny \| 3.200 \| Dynamo Moscú \| JHC Dynamo Moscú \| 1977 \| 2012 \| \| Chelmet \| Cheliábinsk \| Yunost Sport Palace \| 3.500 \| Traktor Chelyabinsk \| Belye Medvedi \| 1948 \| 2003 \| \| CSK VVS Samara \| Samara \| CSK VVS Sport Palace \| 3.500 \| Lada Togliatti \| Ladya \| 1950 \| 2017 \| \| Dinamo San Petersburgo \| San Petersburgo \| Yubileyny Sports Palace \| 6.800 \| Vityaz Podolsk \| Russkie Vityazi JHC Dinamo San Petersburgo \| 2013 \| 2016 \| \| Dizel \| Penza \| Dizel Arena \| 5.500 \| HC Sochi \| Kapitan Stupino \| 1956 \| 2010 \| \| Ermak \| Angarsk \| Arena Ermak \| 6.900 \| Sibir Novosibirsk \| Sibirskie Snaipery \| 1959 \| 2010 \| \| Gornyak \| Uchaly \| LDS Jubileiny \| 1.500 \| Avtomobilist Yekaterinburg \| Avto \| 2013 \| 2017 \| \| HC Ryazan \| Riazán \| Ryazan Olympic Sports Palace \| 3.000 \| Lokomotiv Yaroslavl \| Loko \| 1999 \| 2010 \| \| HC Sarov \| Sarov \| Sarov Ice Palace \| 1.200 \| Torpedo Nizhny Novgorod \| Chaika \| 2002 \| 2010 \| \| Izhstal \| Izhevsk \| Sports Palace Izhstal \| 3.268 \| Severstal Cherepovets \| Almaz \| 1958 \| 2010 \| \| Khimik \| Voskresensk \| Podmoskovie Ice Palace \| 4.000 \| Spartak Moscú \| JHC Spartak Atlanty \| 2005 \| 2015 \| \| KRS Heilongjiang \| Harbin \| Harbin Sport University Gymnasium \| 2.500 \| HC Kunlun Red Star \| KRS Junior \| 2017 \| 2017 \| \| Metallurg Novokuznetsk \| Novokuznetsk \| Kuznetsk Metallurgists Sports Palace \| 7.533 \| Independiente \| Kuznetskie Medvedi \| 1949 \| 2017 \| \| Molot-Prikamye \| Perm \| Universal Sports Palace Molot \| 6.000 \| Neftekhimik Nizhnekamsk \| Reaсtor \| 1948 \| 2010 \| \| Neftyanik \| Almetyevsk \| Yubileyny Sports Palace \| 2.000 \| Independiente \| Sputnik Almetyevsk \| 1965 \| 2010 \| \| Rubin \| Tyumen \| Sports Palace Tyumen \| 3.300 \| Yugra Khanty-Mansiysk \| Mamonty Yugry Tyumensky Legion \| 1959 \| 2010 \| \| Saryarka \| Karagandy \| Karagandy Arena \| 5.500 \| Avangard Omsk \| Omskie Yastreby \| 2006 \| 2012 \| \| SKA-Neva \| San Petersburgo \| Yubileyny Sports Palace \| 7.000 \| SKA San Petersburgo \| SKA-1946 \| 2008 \| 2010 \| \| Sokol \| Krasnoyarsk \| Arena Sever \| 2.600 \| Amur Khabarovsk \| Amurskie Tigry \| 1977 \| 2011 \| \| Sputnik \| Nizhny Tagil \| Sotnikov Ice Sports Palace \| 4.200 \| Independiente \| Independiente \| 1948 \| 2010 \| \| THK \| Tver \| Ice Palace Yubileyny \| 1.980 \| Independiente \| Independiente \| 1995 \| 2012 \| \| Toros \| Neftekamsk \| Ice Palace Neftekamsk \| 1.900 \| Salavat Yulaev Ufa \| Tolpar \| 1988 \| 2010 \| \| Torpedo Ust-Kamenogorsk \| Ust-Kamenogorsk \| Boris Alexandrov Sports Palace \| 4.400 \| Barys Astana \| Snezhnye Barsy Altay \| 1955 \| 2010 \| \| Tseng Tau \| Jilin \| Jilin Arena \| 8.000 \| Independiente \| Independiente \| 2017 \| 2017 \| \| Yuzhny Ural \| Orsk \| Ice Palace Yubileyny \| 4.500 \| Admiral Vladivostok \| Taifun Sarmaty \| 1958 \| 2010 \| \| Zauralie \| Kurgan \| Ice Sports Palace Mostovik \| 2.500 \| Metallurg Magnitogorsk \| Stalnye Lisy \| 1962 \| 2010 \| \| Zvezda \| Chéjov \| LHC Vityaz \| 3.300 \| CSKA Moscú \| Krasnaya Armia \| 2015 \| 2015 \| |                                      |           |                            |                                            |           |               |
| Club                    | Ciudad | Pabellón                             | Capacidad | Equipo KHL afiliado        | Equipo MHL afiliado                        | Fundación | Debut en liga |
| Bars                    | Kazán | Sports Palace Kazan                  | 3.845     | Ak Bars de Kazán           | Irbis                                      | 2009      | 2014          |
| Buran                   | Vorónezh | LDS Jubileiny                        | 3.200     | Dynamo Moscú               | JHC Dynamo Moscú                           | 1977      | 2012          |
| Chelmet                 | Cheliábinsk | Yunost Sport Palace                  | 3.500     | Traktor Chelyabinsk        | Belye Medvedi                              | 1948      | 2003          |
| CSK VVS Samara          | Samara | CSK VVS Sport Palace                 | 3.500     | Lada Togliatti             | Ladya                                      | 1950      | 2017          |
| Dinamo San Petersburgo  | San Petersburgo | Yubileyny Sports Palace              | 6.800     | Vityaz Podolsk             | Russkie Vityazi JHC Dinamo San Petersburgo | 2013      | 2016          |
| Dizel                   | Penza | Dizel Arena                          | 5.500     | HC Sochi                   | Kapitan Stupino                            | 1956      | 2010          |
| Ermak                   | Angarsk | Arena Ermak                          | 6.900     | Sibir Novosibirsk          | Sibirskie Snaipery                         | 1959      | 2010          |
| Gornyak                 | Uchaly | LDS Jubileiny                        | 1.500     | Avtomobilist Yekaterinburg | Avto                                       | 2013      | 2017          |
| HC Ryazan               | Riazán | Ryazan Olympic Sports Palace         | 3.000     | Lokomotiv Yaroslavl        | Loko                                       | 1999      | 2010          |
| HC Sarov                | Sarov | Sarov Ice Palace                     | 1.200     | Torpedo Nizhny Novgorod    | Chaika                                     | 2002      | 2010          |
| Izhstal                 | Izhevsk | Sports Palace Izhstal                | 3.268     | Severstal Cherepovets      | Almaz                                      | 1958      | 2010          |
| Khimik                  | Voskresensk | Podmoskovie Ice Palace               | 4.000     | Spartak Moscú              | JHC Spartak Atlanty                        | 2005      | 2015          |
| KRS Heilongjiang        | Harbin | Harbin Sport University Gymnasium    | 2.500     | HC Kunlun Red Star         | KRS Junior                                 | 2017      | 2017          |
| Metallurg Novokuznetsk  | Novokuznetsk | Kuznetsk Metallurgists Sports Palace | 7.533     | Independiente              | Kuznetskie Medvedi                         | 1949      | 2017          |
| Molot-Prikamye          | Perm | Universal Sports Palace Molot        | 6.000     | Neftekhimik Nizhnekamsk    | Reaсtor                                    | 1948      | 2010          |
| Neftyanik               | Almetyevsk | Yubileyny Sports Palace              | 2.000     | Independiente              | Sputnik Almetyevsk                         | 1965      | 2010          |
| Rubin                   | Tyumen | Sports Palace Tyumen                 | 3.300     | Yugra Khanty-Mansiysk      | Mamonty Yugry Tyumensky Legion             | 1959      | 2010          |
| Saryarka                | Karagandy | Karagandy Arena                      | 5.500     | Avangard Omsk              | Omskie Yastreby                            | 2006      | 2012          |
| SKA-Neva                | San Petersburgo | Yubileyny Sports Palace              | 7.000     | SKA San Petersburgo        | SKA-1946                                   | 2008      | 2010          |
| Sokol                   | Krasnoyarsk | Arena Sever                          | 2.600     | Amur Khabarovsk            | Amurskie Tigry                             | 1977      | 2011          |
| Sputnik                 | Nizhny Tagil | Sotnikov Ice Sports Palace           | 4.200     | Independiente              | Independiente                              | 1948      | 2010          |
| THK                     | Tver | Ice Palace Yubileyny                 | 1.980     | Independiente              | Independiente                              | 1995      | 2012          |
| Toros                   | Neftekamsk | Ice Palace Neftekamsk                | 1.900     | Salavat Yulaev Ufa         | Tolpar                                     | 1988      | 2010          |
| Torpedo Ust-Kamenogorsk | Ust-Kamenogorsk | Boris Alexandrov Sports Palace       | 4.400     | Barys Astana               | Snezhnye Barsy Altay                       | 1955      | 2010          |
| Tseng Tau               | Jilin | Jilin Arena                          | 8.000     | Independiente              | Independiente                              | 2017      | 2017          |
| Yuzhny Ural             | Orsk | Ice Palace Yubileyny                 | 4.500     | Admiral Vladivostok        | Taifun Sarmaty                             | 1958      | 2010          |
| Zauralie                | Kurgan | Ice Sports Palace Mostovik           | 2.500     | Metallurg Magnitogorsk     | Stalnye Lisy                               | 1962      | 2010          |
| Zvezda                  | Chéjov | LHC Vityaz                           | 3.300     | CSKA Moscú                 | Krasnaya Armia                             | 2015      | 2015          |